# Azed

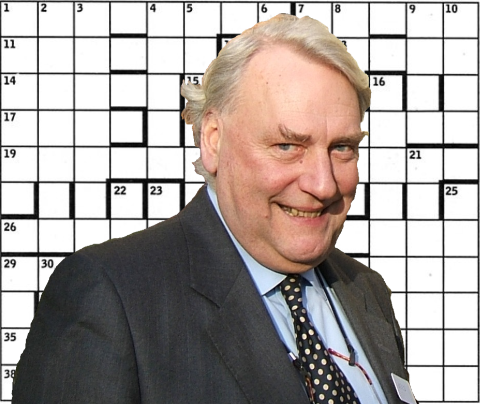
Наложенное изображение Джонатана Кроутера на фоне кроссворда, 2005 год.

Azed — кроссворд, который каждое воскресенье появляется в газете The Observer. С момента своего первого появления в марте 1972 года каждая головоломка была составлена Джонатаном Кроутером, который также является судьей ежемесячного конкурса по написанию подсказок. Псевдоним Azed является обратно написанной фамилией испанского инквизитора Диего де Дезы. Это сочетает в себе инквизиторскую традицию двух предыдущих составителей «продвинутого» кроссворда Observer с элементом игры слов британского криптического кроссворда Торквемады и Хименеса.
Кроссворд содержит гораздо большую долю неясных и архаичных слов и намеков на классику, чем обычно можно найти в современной заблокированной головоломке, тем самым создавая дополнительный аспект сложности для опытного разгадывателя.
2000-я головоломка Azed была опубликована 26 сентября 2010 г. 500-я головоломка для соревнований была опубликована 1 августа 2010 г.

## Головоломка
Первый кроссворд был написан 27 февраля 1972 года 29-летним сотрудником издательства Оксфордского университета Джонатаном Кроутером, на которого произвели впечатления выходившие в издании криптические кроссворды Торквемады и Хименеса. По словам комика и составителя кроссвордов (он составляет кроссворд Times Listener под псевдонимом «Эму») Джона Финнемора, Кроутер стал венцом 96-летнего триумвирата кроссвордов газеты, а «три составителя „Observer“ образуют нечто вроде Сократа-Платона-Аристотеля криптических кроссвордов…Торквемада, по сути, изобретает форму, Ксименес систематизирует её, а Азед совершенствует». В 1991 году Кроутер был признан «лучшим британским составителем кроссвордов» в опросе Sunday Times, и в том же году получил звание «составитель кроссвордов» в статье «Эксперт экспертов» Observer.
В отличие от большинства криптических кроссвордов, в сетке Azed нет черных квадратов. Перечеркнутая сетка головоломки свидетельствует о более обширном словарном запасе, чем у обычного криптического кроссворда. До половины ответов могут быть «словарными словами», справочник The Chambers Dictionary является важным подспорьем для большинства кроссвордистов Однако гораздо меньший процент непроверенных букв — тех, которые появляются только в одном ответе — помогает смягчить это, равно как и строгость построения подсказок.
Азед — строгий ксименеанец, приверженец грамматической и синтаксической правильности подсказок. Эта точность способствует как обнаружению правильного ответа, так и уверенности решателя в его правильности. Диалект и устаревшие слова указываются в подсказках, и если особенно неясного ответа нет в Чемберсе, этот факт отмечается под подсказками. Как это обычно бывает с головоломками с перемычкой, когда решение публикуется, оно сопровождается короткими примечаниями, объясняющими, как более сложные ответы были получены из их подсказок. Кроутер также использует форму подсказки «&lit», которая сочетает в себе определение и игру слов. Например, загаданное фразой «Мои письма могут расстроить парня» (англ. My letters could make lad sad) слово «Девушка» (англ. Laas) одновременно является игрой слов «L as s», означающим, что парень становится грустным.
Примерно раз в шесть недель кроссворд является «специальным», у которого есть специальные правила для решения подсказок или ввода ответов в диаграмму. Многие слова составлены для обозначения определённых событий и часто используют устройства из других стандартных специальных предложений.

## Соревнование
Соревнования по написанию подсказок, впервые начатые Ксименесом, проходят в первое воскресенье каждого месяца и на Рождество. Чтобы принять участие, решатели должны правильно заполнить сетку и отправить её с загадочной подсказкой собственного изобретения. Для простой головоломки слово-подсказка обозначается простым определением. Если соревновательная головоломка особенная, поиск слова-подсказки может быть частью головоломки, и часто представленная подсказка должна соответствовать конкретным соглашениям головоломки.

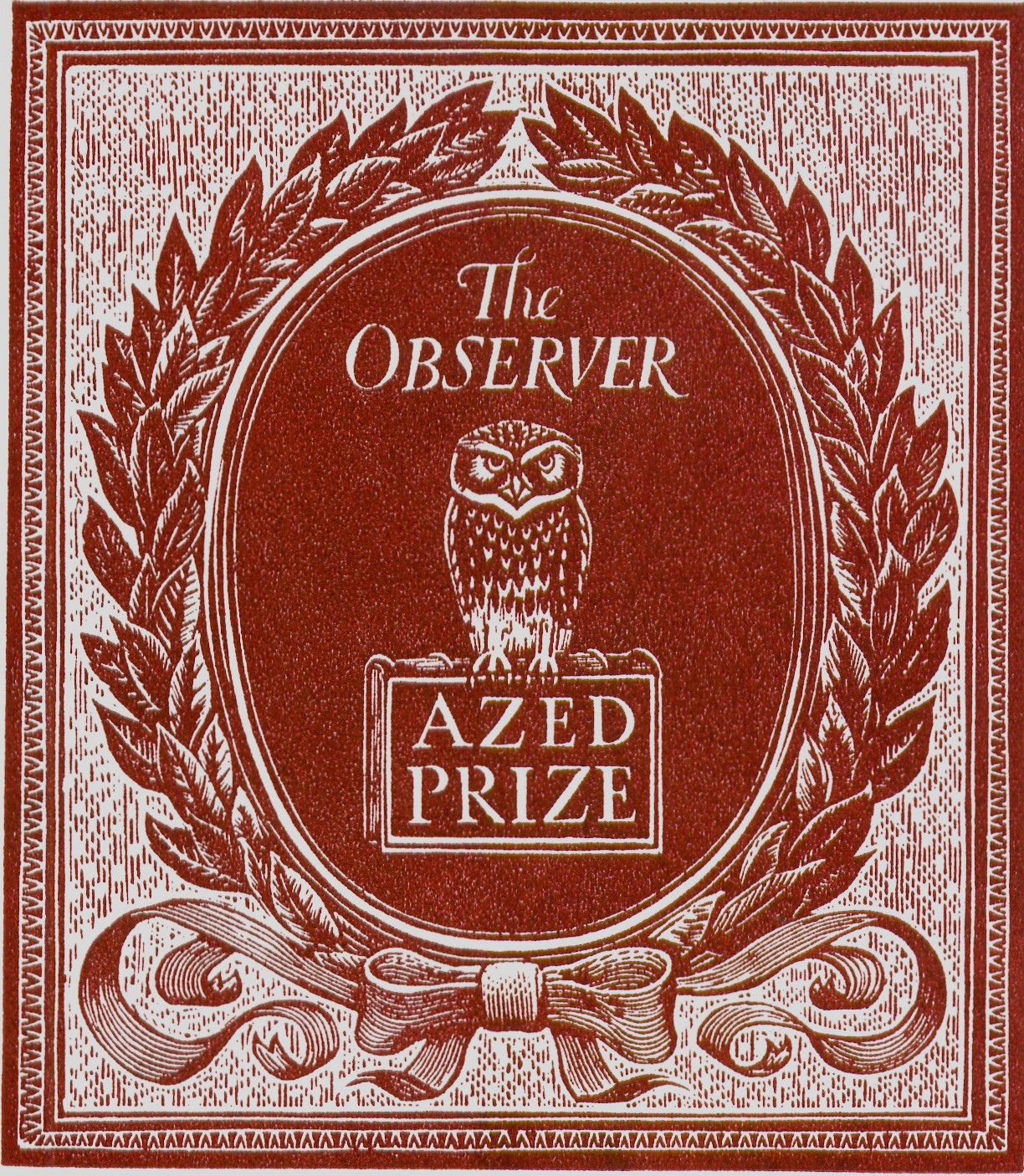
Экслибрис премии «Азед» (дизайн Рега Болтона).

Итоги конкурса объявляются через три недели. Есть три приза, каждый из жетонов книги и экслибриса Азеда, и имена победителей публикуются вместе с их подсказками. Ниже приведены ещё около двадцати имен — подсказки этих решателей были отмечены «Очень высоко оцененными» (VHC). Обладатель первого приза также получает кубок Azed Instant Victor Verborum, который он должен хранить в течение месяца, прежде чем передать его следующему победителю. ((«Мгновение» здесь означает «этого месяца», как в «третьем мгновении».) На Рождественском конкурсе СКЗ также получают призы.
В неконкурсные недели жетоны книг присуждаются трем решателям, выбранным случайным образом из представленных сеток.
Каждый год публикуется «Список наград», в котором показаны наиболее последовательные авторы подсказок в течение года. Каждая призовая подсказка приносит её автору два очка, а каждая подсказка VHC — одно; авторы подсказок не получают очков за подсказки HC. Ежегодным чемпионам вручается серебряный поднос на время их правления, прежде чем трофей передается следующему победителю. Любой участник, набравший четыре или более очков и не получивший приза, получает утешительный приз. В настоящее время год Азеда начинается в сентябре и заканчивается в августе.

## The Azed Slip
В Azed Slip представлены все подсказки VHC полностью и добавлены имена около пятидесяти «высоко оцененных» решателей, чьи подсказки не совсем попали в VHC. После списков следуют комментарии Азеда, в которых он может отвечать на комментарии читателей или раскрывать проблемы, с которыми столкнулись конкуренты в этом месяце, часто используя анонимные необоснованные материалы для иллюстрации своей точки зрения. Он также сообщает новости о предстоящих важных событиях или публикациях, а также о смерти давних конкурентов. Оговорка, описанная в «Руководстве по кроссвордам Чемберса» как «Школа написания подсказок Азеда», оказала большое влияние на стандарты разгадки.

## Ежегодные победители
| Год     | Чемпион                | Призы | VHC | Очки |  | Год       | Чемпион                | Призы | VHC | Очки |
| ------- | ---------------------- | ----- | --- | ---- |  | --------- | ---------------------- | ----- | --- | ---- |
| 1972-73 | Колин Декстер          | 2     | 5   | 9    |  | 1993-94   | Дон Мэнли              | 2     | 9   | 13   |
| 1972-73 | L. F. Leeson           | 3     | 3   | 9    |  | 1994-95   | C. R. Gumbrell         | 3     | 7   | 13   |
| 1972-73 | R. J. Palmer           | 2     | 5   | 9    |  | 1995-96   | Кристофер Джереми Морс | 4     | 6   | 14   |
| 1973-74 | C. Allen Baker         | 1     | 8   | 10   |  | 1996-97   | Кристофер Джереми Морс | 2     | 10  | 14   |
| 1973-74 | C. O. Butcher          | 2     | 6   | 10   |  | 1997-98   | C. R. Gumbrell         | 3     | 8   | 14   |
| 1973-74 | F. R. Palmer           | 0     | 10  | 10   |  | 1998-99   | C. R. Gumbrell         | 2     | 10  | 14   |
| 1974-75 | J. R. Kirby            | 2     | 6   | 10   |  | 1999-2000 | C. R. Gumbrell         | 3     | 7   | 13   |
| 1975-76 | F. R. Palmer           | 3     | 6   | 12   |  | 2000-01   | C. R. Gumbrell         | 1     | 11  | 13   |
| 1976-77 | Дон Мэнли              | 2     | 7   | 11   |  | 2001-02   | Дон Мэнли              | 2     | 10  | 14   |
| 1976-77 | W. K. M. Slimmings     | 1     | 9   | 11   |  | 2002-03   | C. R. Gumbrell         | 1     | 11  | 13   |
| 1977-78 | Кристофер & Р. С. Морс | 3     | 5   | 11   |  | 2003-04   | Дон Мэнли              | 2     | 10  | 14   |
| 1978-79 | F. R. Palmer           | 4     | 4   | 12   |  | 2004-05   | Колин Декстер          | 3     | 5   | 11   |
| 1979-80 | Колин Декстер          | 3     | 5   | 11   |  | 2004-05   | Дон Мэнли              | 2     | 7   | 11   |
| 1979-80 | Дон Мэнли              | 0     | 11  | 11   |  | 2004-05   | T. J. Moorey           | 3     | 5   | 11   |
| 1979-80 | R. J. Palmer           | 3     | 5   | 11   |  | 2005-06   | M. Barley              | 3     | 8   | 14   |
| 1980-81 | Кристофер Джереми Морс | 1     | 8   | 10   |  | 2006-07   | M. Barley              | 2     | 9   | 13   |
| 1981-82 | Дон Мэнли              | 2     | 9   | 13   |  | 2007-08   | R. J. Heald            | 4     | 8   | 16   |
| 1982-81 | Дон Мэнли              | 1     | 8   | 10   |  | 2007-08   | T. J. Moorey           | 4     | 8   | 16   |
| 1983-84 | Дон Мэнли              | 1     | 8   | 10   |  | 2008-09   | J. C. Leyland          | 4     | 6   | 14   |
| 1984-85 | R. J. Hooper           | 2     | 8   | 12   |  | 2009-10   | J. C. Leyland          | 3     | 8   | 14   |
| 1985-86 | R. J. Hooper           | 2     | 9   | 13   |  | 2009-10   | Дон Мэнли              | 2     | 10  | 14   |
| 1986-87 | E. J. Burge            | 2     | 6   | 10   |  | 2010-11   | R. J. Heald            | 5     | 7   | 17   |
| 1986-87 | Колин Декстер          | 2     | 6   | 10   |  | 2011-12   | M. Barley              | 2     | 8   | 12   |
| 1987-88 | M. Barley              | 2     | 6   | 10   |  | 2011-12   | Дон Мэнли              | 3     | 6   | 12   |
| 1988-89 | Дон Мэнли              | 2     | 10  | 14   |  | 2012-13   | R. J. Heald            | 2     | 11  | 15   |
| 1989-90 | F. R. Palmer           | 2     | 7   | 11   |  | 2013-14   | C. J. Morse            | 3     | 9   | 15   |
| 1990-91 | R. J. Hooper           | 3     | 5   | 11   |  | 2014-15   | M. Barley              | 3     | 9   | 15   |
| 1991-92 | Дон Мэнли              | 5     | 4   | 14   |  | 2015-16   | M. Barley              | 3     | 8   | 14   |
| 1992-93 | Дон Мэнли              | 3     | 5   | 11   |  | 2015-16   | R. J. Heald            | 2     | 10  | 14   |